# Abir

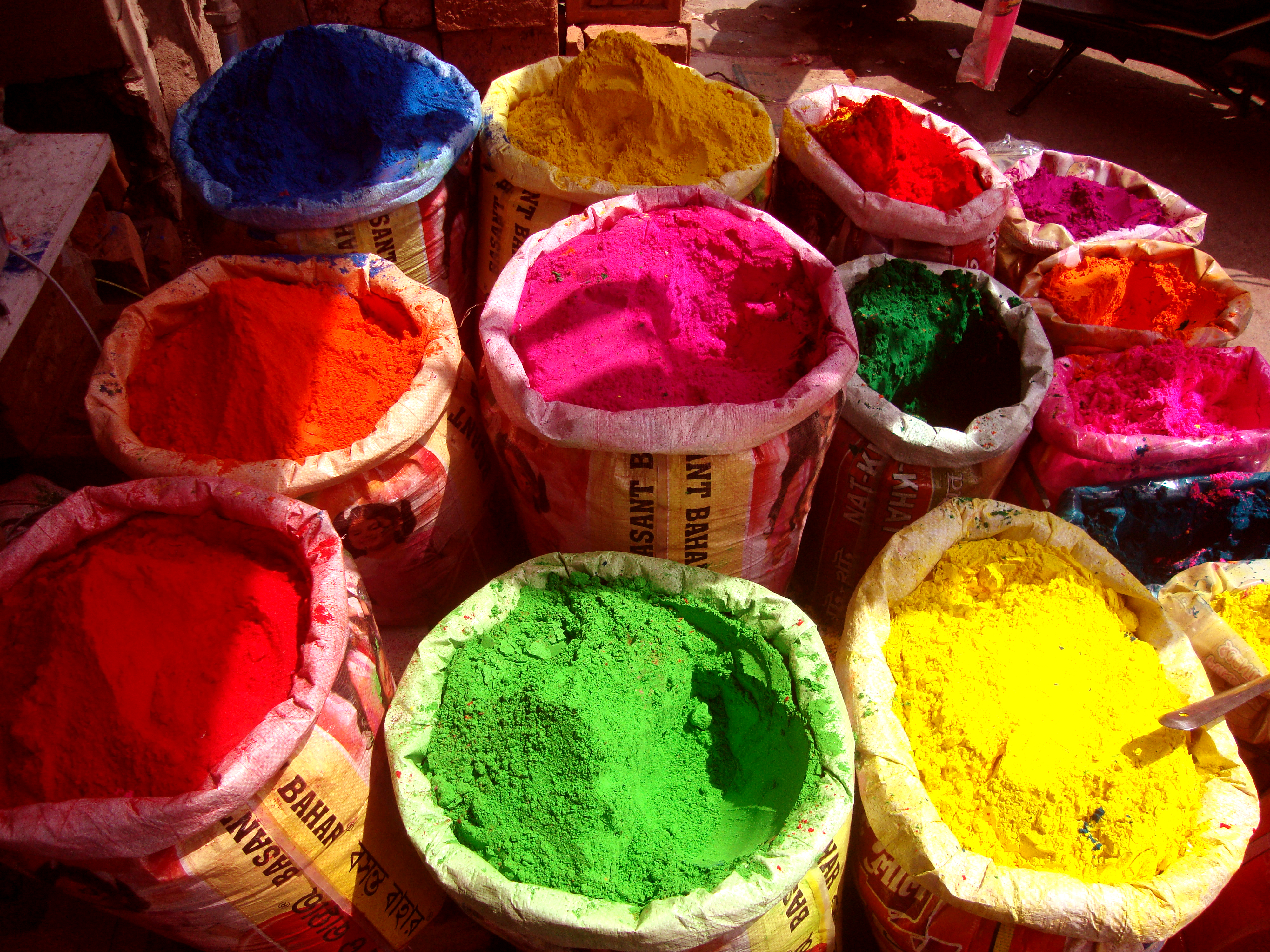
Pó colorido à venda em um mercado.

Abir (em hindi: गुलाल), também conhecido como Gulal ou Abeer, é o nome tradicional dado ao pó colorido e perfumado usado para os típicos rituais hindus, em particular para o festival das cores, que celebra o amor e a igualdade, onde as pessoas jogam essas soluções em pó para o alto enquanto cantam e dançam. O abir é usado comumente para representar as cores que a mãe de Krishna espalhou no rosto de Radha, amiga de infância e amante de Krishna quando ele esteve presente na Terra.

## Origem

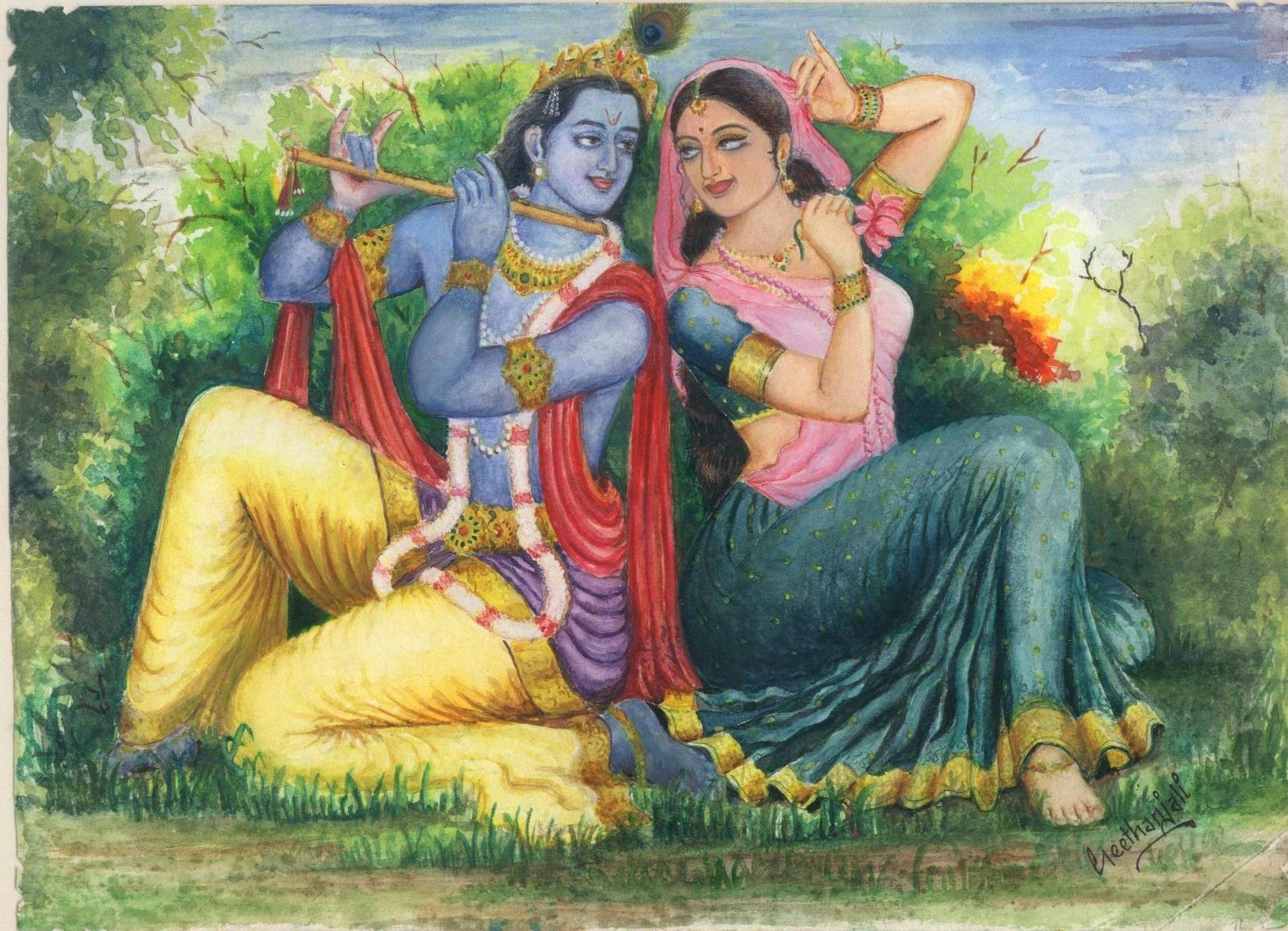
Krishna e Radha.

Uma lenda narra que Krishna queixou-se a sua mãe sobre a escuridão de sua pele em comparação com a pele de sua consorte Radha. Como resultado, a mãe de Krishna espalhou as cores no rosto de Radha. Isso explica por que hoje o festival de Holi é celebrado jogando o pó colorido nas pessoas.

## Composição

### De natural a químico
Em épocas anteriores, os pós de abir eram preparados a partir de flores provenientes de árvores, como o Coral Indiano e a Chama da Floresta, que possuíam propriedades medicinais, benéficas para a pele. Após a chegada dos corantes sintéticos em meados do século XIX, e o desaparecimento de árvores em áreas urbanas e a busca de maiores lucros, ocorreu um abandono das cores naturais. Os novos corantes industriais são fabricados através de processos químicos com parâmetros inadequados para o uso no ritual, portanto, as cores resultantes são, às vezes tóxicas para o rosto e para a pele, causando problemas como irritação nos olhos, alergias, infecções na pele e asma. Os produtos inseguros têm sido frequentemente vendidos nas estradas por pequenos comerciantes, em caixas com etiquetas dizendo "apenas para uso industrial".

### Produção recente com fontes naturais

Indigofera tinctoria

Recentemente, os vários efeitos nocivos e a preocupação com o meio ambiente (o pó sintético também causa poluição temporária de águas residuais) geraram consciência e encorajaram as pessoas a celebrarem um festival mais ecológico. Para a preparação do abir, corantes seguros podem ser utilizador, como por exemplo o açafrão, o anil e o colorau que são todos ingredientes facilmente disponíveis no mercado e a preços moderados. Por estas razões, também é possível preparar abir em casa, como sugerido por muitos sites na internet.
Nos novos métodos naturais de produção do abir, não são utilizados sais de nenhum metal pesado e a combinação de ingredientes naturais proporciona um pó com um toque suave e flexível, com boa capacidade de adesão à pele. O perfil de produção é ecológico, já que nenhum ingrediente tóxico é liberado durante a preparação. Desta forma, foi possível substituir as cores sintéticas por cores naturais. O pó também pode ser fabricado em maior escala e as pessoas que tinham receio em relação ao pó sintético agora podem desfrutar de rituais sem restrições.

## Uso

### Uso cultural e religioso
O pó colorido sempre teve um papel importante na cultura hindu e sempre foi usado para fins religiosos. Além do festival Holi, o uso de pós coloridos aparece em outras cerimônias, como em funerais. Neste caso, em algumas populações, um ritual particular ocorre quando o falecido é um homem casado. A viúva coloca todos os ornamentos que possui no caixão, se despede do marido e o enfeita com todas suas jóias. Segurando uma pequena placa de latão com pós coloridos, ela deixa os homens que participam da cerimônia pintar o rosto do falecido. Este ritual está associado ao casamento, no qual o noivo e a noiva se ungem com pós coloridos durante quatro dias antes do casamento, o motivo disto, na verdade, destina-se a preparar seus corpos para a vida conjugal. Além da esfera religiosa, o consumo do pó é distribuído para diferentes usos.

### Uso científico
Um uso interessante deste pó foi desenvolvido no campo das impressões digitais. Um estudo da Universidade Punjabi de Patiala mostra que a aplicação do pó em impressões digitais pode dar resultados mais claros. Durante este estudo, o pó foi utilizado sobre diferentes superfícies, tais como papel, topo de CDs e folhas de alumínio. Concluiu-se que os agentes facilmente disponíveis são um substituto útil para a decodificação de impressões latentes.

## Curiosidades
Fabricantes indianos de pós para o festival Holi estão enfrentando enormes perdas, já que as alternativas chinesas estão a vender muito mais. Uma pesquisa relatou que os produtos chineses são mais inovadores e mais baratos em até 55%, comparados aos pós fabricados localmente em estados indianos como Uttar Pradesh, Rajastan, Madhya Pradesh e Gujarat. A invasão de produtos chineses inovadores e extravagantes, apesar do esforço do governo central para promover a política "Made in India", está dificultando a sobrevivência de pequenos fabricantes, muitos dos quais estão envolvidos neste negócio há décadas. O vídeo do Coldplay "Hymn for the weekend" foi filmado em Mumbai durante o festival Holi, usando o pó de abir como um recurso central. A banda foi acusada de apropriação cultural.